# Sutta (Comeno)
Sutta (in sloveno Sveto) è un paese sul Carso della Slovenia, insediamento (naselja) del comune di Comeno.
È capoluogo di una delle 20 comunità locali in cui si suddivide il comune.

## Geografia fisica
La località è situata sul Carso a 311,4 metri s.l.m. e a 5,3 chilometri dal confine italiano.

I rilievi principali sono: Sv. Miklavž, 346 m; e Goli Vrh, 349 m.

## Storia
Sotto il dominio asburgico Sutta (Suta o Sveto) fu comune catastale autonomo, inquadrato nella Contea di Gorizia e Gradisca e a livello regionale dapprima nel Regno d'Illiria e poi nel Litorale austriaco. In seguito il comune venne assorbito da quello di Comen (Komen).
Suta/Sutta (Sveto) rimarrà poi nel comune di Comen/Comeno (Komen) anche dopo il 1920, quando venne annessa al Regno d'Italia in seguito alla prima guerra mondiale e al Trattato di Rapallo. A livello provinciale venne inquadrata nella provincia del Friuli nel 1923 e poi nella ricostituita provincia di Gorizia dal 1927.
Nel 1947, in seguito alla seconda guerra mondiale e ai Trattati di Parigi, la località e il resto del territorio circostante passarono alla Jugoslavia. Dal 1991 fa parte della Slovenia.

## Monumenti e luoghi d'interesse
Nella parte nord del paese si trovano il colle di Sv. Miklavž e quello di Martinišče ove sorgevano un tempo dei castellieri preistorici dell'età del ferro. Sul primo inoltre in epoca medievale sorgeva l'omonima chiesetta.

Ma la chiesa principale si trova nel centro del paese ed è quella di Sant'Egidio (Sv. Tilna); risalente al Cinquecento, ha la particolarità di avere un soffitto a pianta ottagonale sostenuto da una colonna centrale. In prossimità della chiesa si trova un tiglio secolare, vecchio di almeno 500 anni, e un monumento ai Caduti nella Guerra di Liberazione.

Poco a nord della chiesa si trova il cimitero di guerra austro-ungarico, ove sono sepolte 4000 salme soprattutto ungheresi, come il monumento piramidale, tipico dei reggimenti di quel Paese, sta a testimoniare.

## Geografia antropica
Oltre al capoluogo, Sutta è costituita dagli agglomerati di Gornja vas e Dolnja vas.

## Infrastrutture e trasporti
Sulla strada che conduce a Lippa di Comeno (Lipa) è ancora visibile il sedime, molto ben conservato nel tratto Sutta-Temenizza, della Benzin-Elektrobahn, una ferrovia di guerra che collegava Duttogliano a Castagnevizza su una lunghezza di 21,8 km. Tale ferrovia serviva a rifornire le truppe austriache combattenti sul fronte dal Dosso Faiti al solco di Brestovizza.